# Harihara

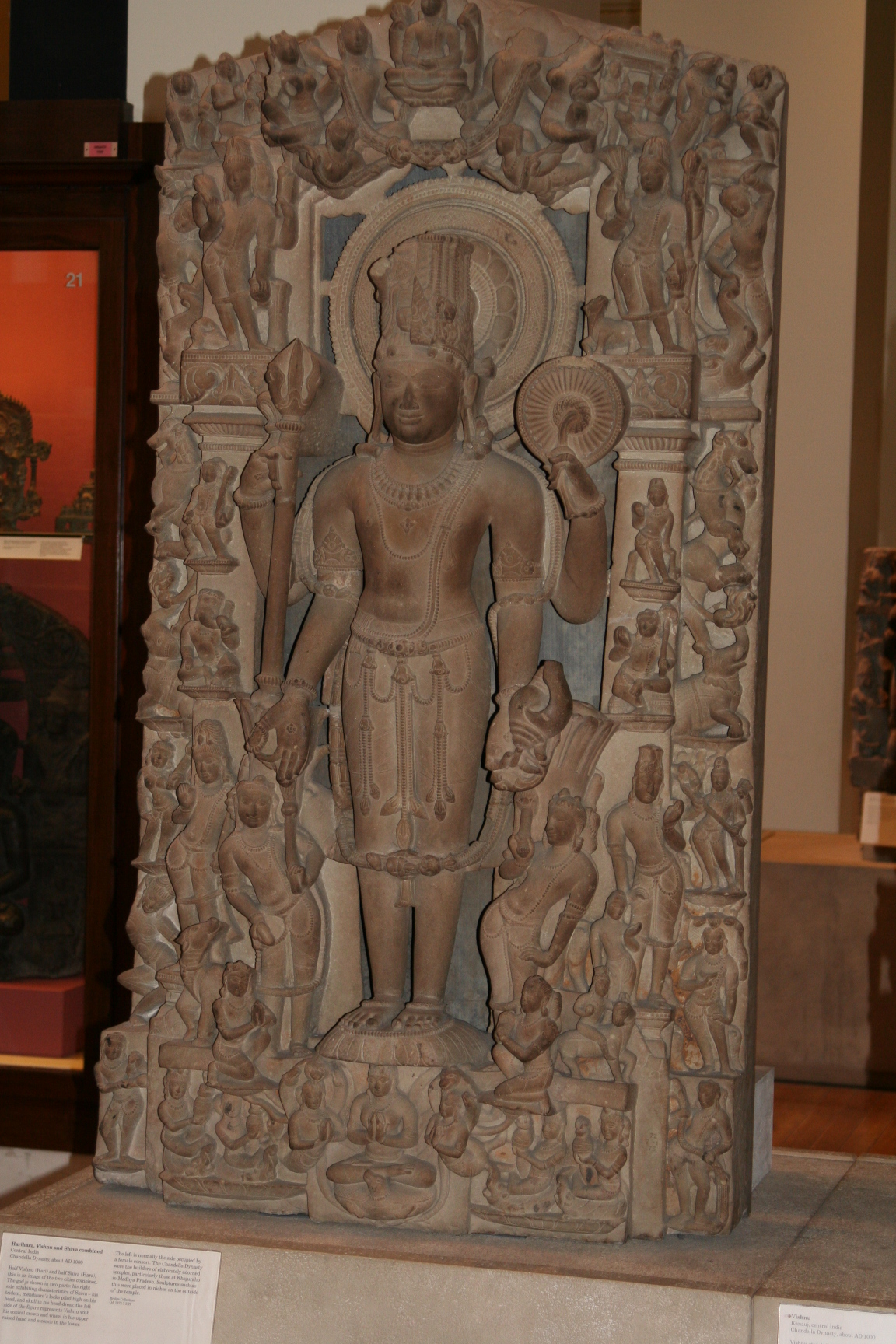
Harihara

Harihara, Hari-Hara – synkretyczne bóstwo hinduistyczne, będące połączeniem Wisznu i Śiwy, łączące odrębne zazwyczaj tradycje wisznuizmu i śiwaizmu. Hari odnosi się do Wisznu, Hara do Śiwy.

## Ikonografia
Zwykle „wisznuicka” część bóstwa znajduje się po prawej, a „śiwaicka” po lewej stronie obserwatora. Na licznych przedstawieniach Harihara w swojej prawej ręce trzyma trójząb – atrybut Śiwy, natomiast w lewej ręce konchę lub dysk – atrybut Wisznu. Po lewej stronie widoczny jest Nandi – byk, na którym Śiwa podróżuje, po prawej Lakszmi – towarzyszka Wisznu. Czasami zamiast byka, Śiwa przedstawiany jest z ganą (jednym ze swoich poddanych-wojowników).
Harihara jest popularnym bóstwem szczególnie wśród tych hinduistów, którzy pragną powiązać ze sobą dwie różne tradycje jakimi są wisznuizm i śiwaizm. Kult był najbardziej popularny w VI i VII w., również na terenie Kambodży.